# Jongieux
Jongieux is een gemeente in het Franse departement Savoie (regio Auvergne-Rhône-Alpes) en telt 233 inwoners (1999). De plaats maakt deel uit van het arrondissement Chambéry.

## Geografie
De oppervlakte van Jongieux bedraagt 6,4 km², de bevolkingsdichtheid is 36,4 inwoners per km².
De onderstaande kaart toont de ligging van Jongieux met de belangrijkste infrastructuur en aangrenzende gemeenten.

## Demografie

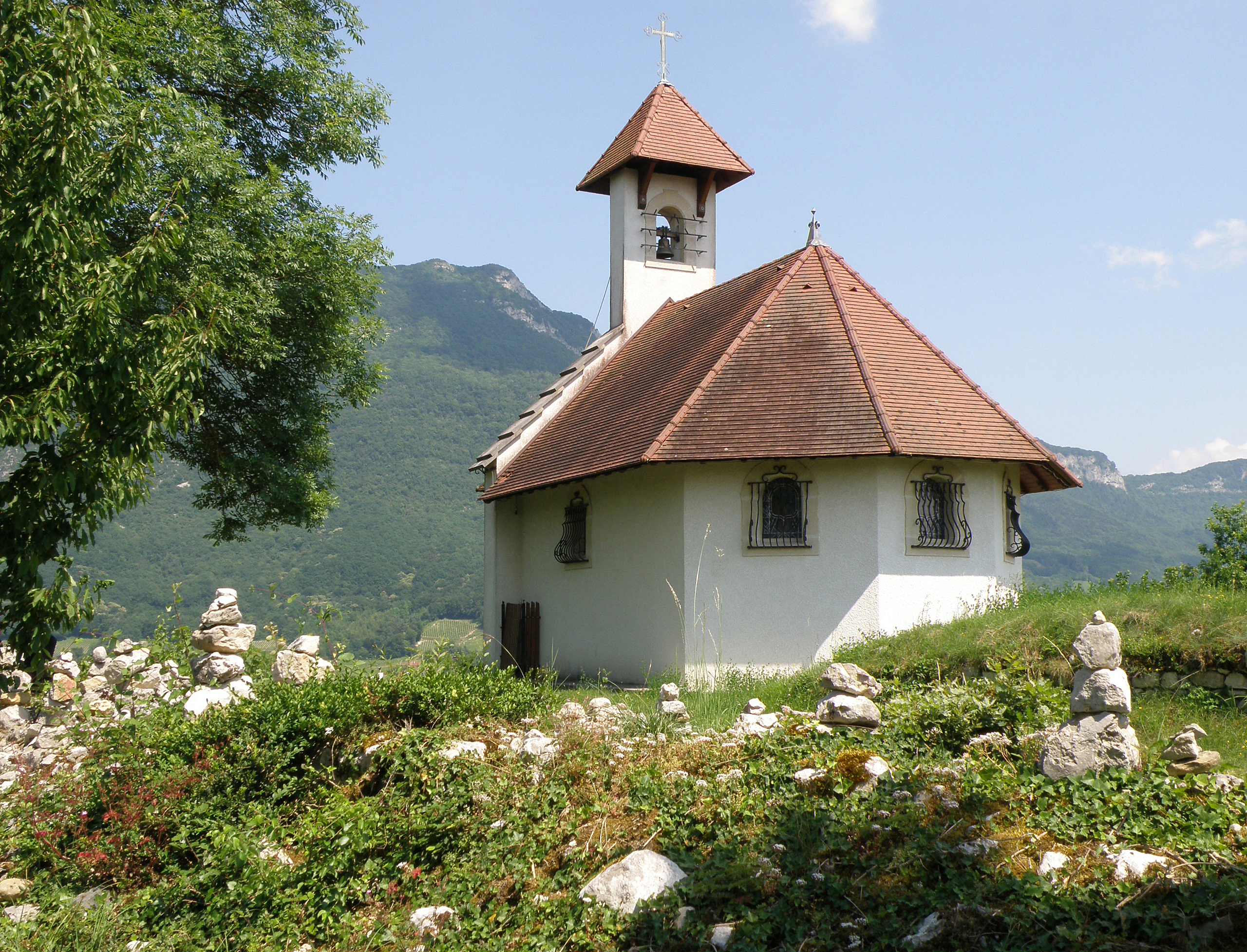
De Saint-Romainkapel in Jongieux

Onderstaande figuur toont het verloop van het inwonertal (bron: INSEE-tellingen).